# Rhaphiptera albicans
Rhaphiptera albicans es una especie de escarabajo longicornio del género Rhaphiptera, tribu Pteropliini, subfamilia Lamiinae. Fue descrita científicamente por Breuning en 1940.

## Descripción
Mide 15-17 milímetros de longitud.

## Distribución
Se distribuye por Brasil.